# Sam Lynch
Samuel Lynch (conocido como Sam Lynch; Limerick, 29 de noviembre de 1975) es un deportista irlandés que compitió en remo. Su esposa, Sinéad Jennings, compitió en el mismo deporte.
Ganó cuatro medallas en el Campeonato Mundial de Remo entre los años 2000 y 2003. Participó en dos Juegos Olímpicos de Verano, ocupando el cuarto lugar en Atlanta 1996 (cuatro sin timonel ligero) y el décimo en Atenas 2004 (doble scull ligero).

## Palmarés internacional
| Campeonato Mundial | Campeonato Mundial | Campeonato Mundial | Campeonato Mundial      |
| Año                | Lugar              | Medalla            | Prueba                  |
| ------------------ | ------------------ | ------------------ | ----------------------- |
| 2000               | Zagreb (Croacia)   | Medalla de plata   | Scull individual ligero |
| 2001               | Lucerna (Suiza)    | Medalla de oro     | Scull individual ligero |
| 2002               | Sevilla (España)   | Medalla de oro     | Scull individual ligero |
| 2003               | Milán (Italia)     | Medalla de bronce  | Doble scull ligero      |